# 카말 소와
카말 소와(영어: Kamal Sowah, 2000년 1월 9일 ~ )는 가나의 축구 선수로, 현재 벨기에 퍼스트 디비전 A의 클럽 스탕다르 리에주에서 뛰고 있다. 포지션은 미드필더이다.